# Rubletzky Géza
Rubletzky Géza (Budapest, 1881. július 1. – Budapest, 1970. június 18.) magyar szobrász.

## Életpályája
Szülei: Rublitzky István és Liszka Karolin voltak. Unger Mór díszítőműhelyében dolgozott, majd a Főleg-féle kerámiagyárba került. Az Iparrajziskolában tanult. 1899–1903 között végzett az Iparművészeti Iskolában Mátrai Lajos tanítványaként. 1903–1904 között Róna József mellett dolgozott, majd fél évig Olaszországban élt (1904). Hazatérése után Ligeti Miklósnál és Holló Barnabásnál dolgozott. Hódmezővásárhelyen élt 1908–1914 között. Itt részt vett a Művészek Majolika és Agyagipari Telepének alapításában. 1912-ben Firenzében lakott. 1914-től Aradra, Temesvárra, majd Bukarestbe költözött. 1942-ben tért haza; Budapesten telepedett le.
Sírja a Farkasréti temetőben található.

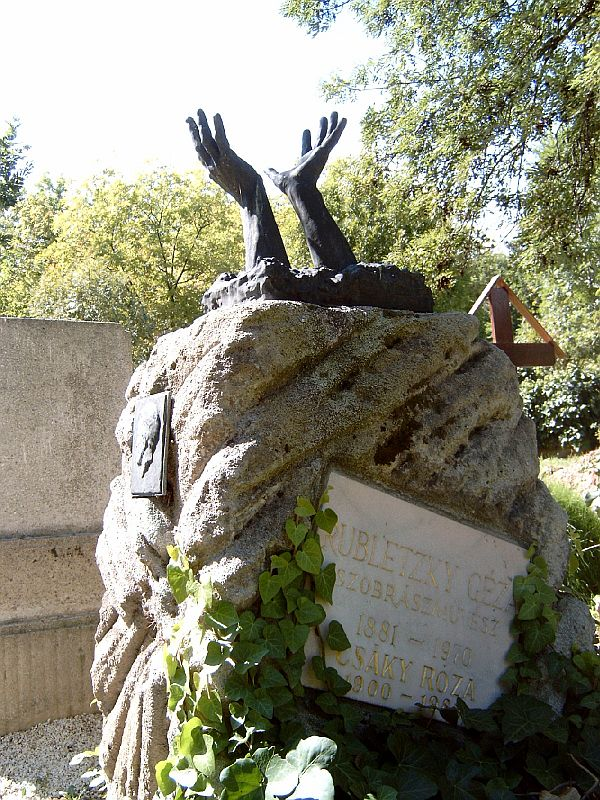
Sírja Budapesten. Farkasréti temető: 10/1-1-347

## Magánélete
1961-ben házasságot kötött Csáki Rozáliával (1900-198?).

## Művei

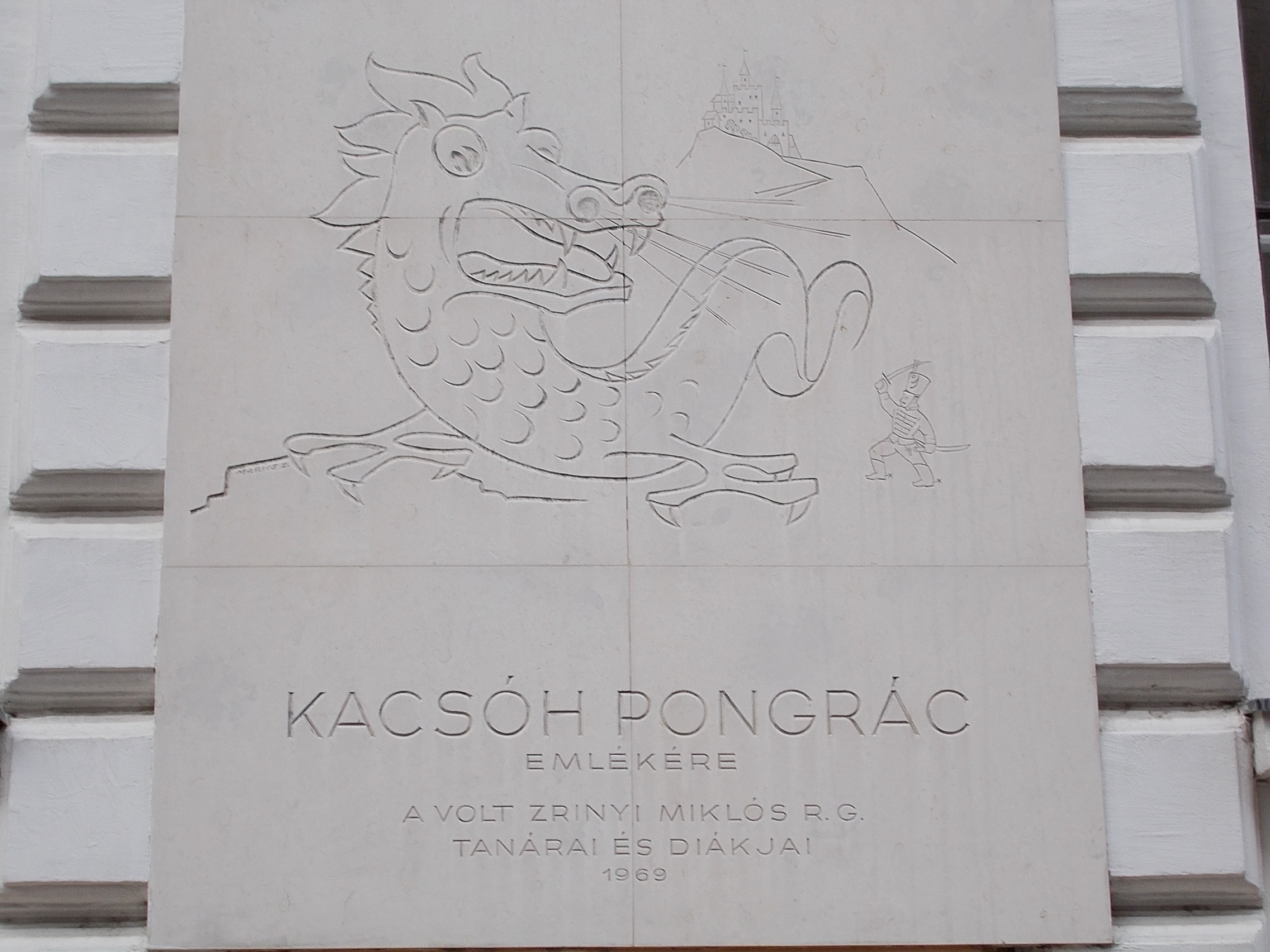
Kacsóh Pongrác-emléktábla (Budapest, 1969)

- Pávás-ház díszítő motívumai (Hódmezővásárhely, 1906)
- Merkúr (Hódmezővásárhely, 1907)
- Dózsa-szobor (1907, elpusztult)
- Anyaság (1909)
- Gyermekét szoptató anya (1909)
- Anya gyermekével (Szoptató anya) (1910)
- A kultúrpalota épületdísze (Arad, 1913)
- Fiúfej (1934)
- Női portré (1934)
- Kévehordó (1936)
- Szüretelő, I-II. (1941)
- Szüreti idill (1941)
- Kiss Lajos síremléke (Hódmezővásárhely, 1965)
- Kacsóh Pongrác-emléktábla (Budapest, 1969)
- Lyka Károly
- Szakasits Árpád
- Várnai Zseni

## Kiállításai

### Egyéni
- 1942, 1967 Budapest
- 1976 Hódmezővásárhely

### Válogatott, csoportos
- 1962, 1965 Hódmezővásárhely, Budapest
- 1986 Budapest